# Транспорт в Иране

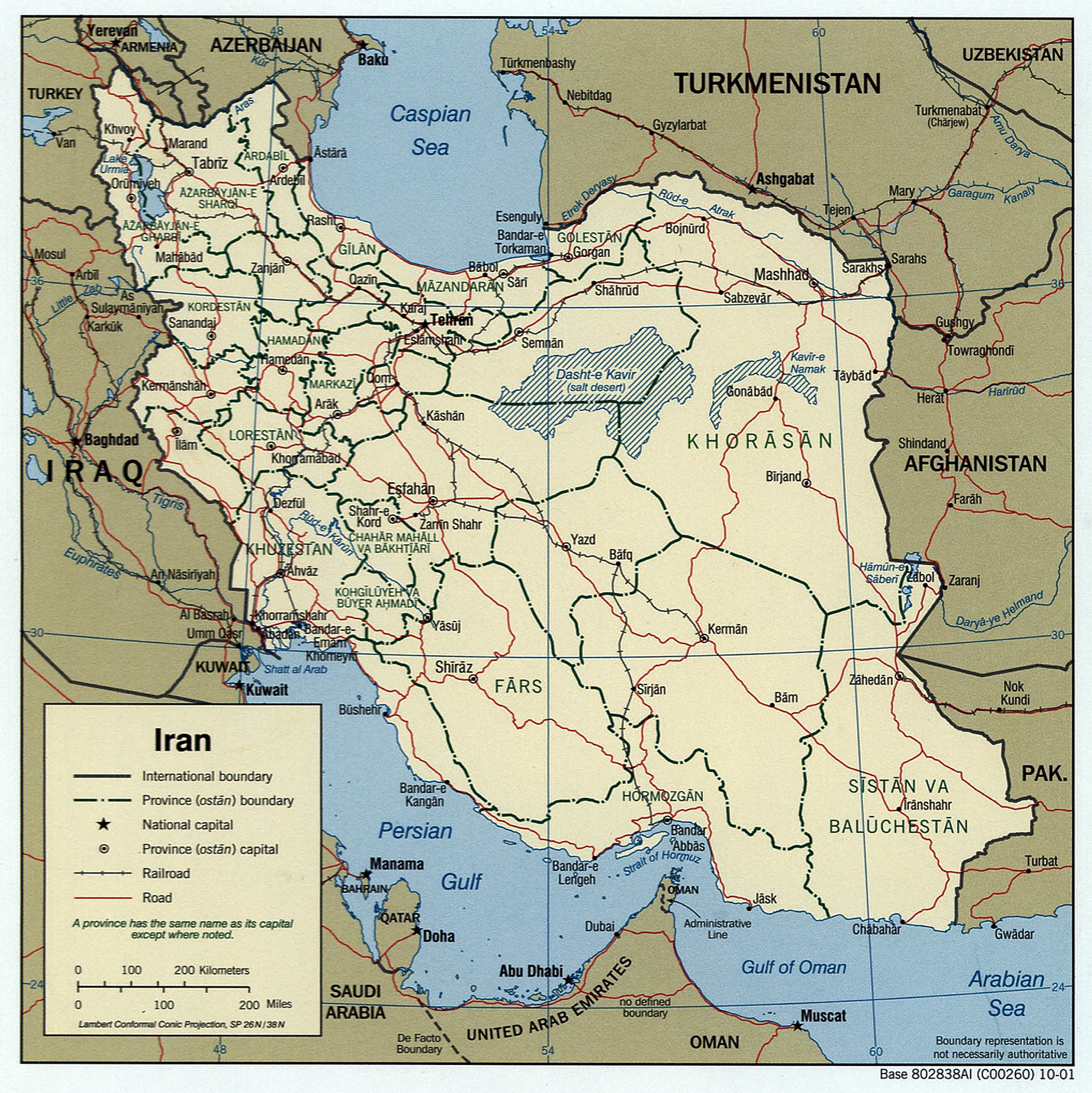
Основные автомобильные и железные дороги Ирана

Иран обладает развитой сетью автомобильных магистралей, связывающих между собой практически все города страны. На 2002 в Иране было проложено 178 тысяч км автодорог, из них 117 тысяч — с твердым асфальтовым покрытием. Действует около 13 200 км железных дорог. Иран расположен на берегах двух морей: Каспийского и Аравийского. Крупнейшие порты: Бендер-Аббас, Хорремшехр, Энзели. Работает 321 аэропорт. В крупных городах имеются развитые системы общественного транспорта. В шести городах ведётся строительство метрополитена.

## Железные дороги
К 2019 году в Иране проложено около 13 200 км железных дорог. Стандартная колея — 1435 мм. 94 км дорог на востоке страны, в провинции Систан и Белуджистан имеют колею 1676 мм, в соответствии со стандартами, принятыми в Пакистане. Электрифицировано 148 км: в Тегеране и пригородах, а также в Южном Азербайджане.
Имеется железнодорожное сообщение со следующими государствами:
- Азербайджан
- Афганистан[1]
- Пакистан
- Туркменистан
- Турция

Планируется прокладка железной дороги в Ирак.

## Автомобильные дороги
- Общая протяжённость: 178 152 км.
  - С твёрдым покрытием: 118 115 км.

## Авиационный транспорт
На территории Ирана действует 321 гражданский аэродром (2006).
- ВПП с твёрдым покрытием: 129
- Грунтовые ВПП: 192

Национальный авиаперевозчик — Iran Air.